# Paradise Kiss
Paradise Kiss é uma série de mangá criada por Ai Yazawa, que mistura suas duas paixões: a moda e os mangás. Inicialmente como um mangá, foi publicado na revista de moda Zipper entre 1999 e 2003; depois surgiu o anime, com 12 episódios.
No Brasil, o mangá foi publicado pela Editora Conrad, e é o primeiro mangá josei a ser publicado no país.

## Sinopse
Hayasaka Yukari, 17 anos, está para prestar o vestibular. Ela sempre se dedicou aos estudos, tentando ser a primeira da classe, e mesmo estudando bastante faz cursinho, por pressão de sua família.
Um belo dia, Yukari está indo para o cursinho e um punk aborda-a, dizendo ser seu "dia de sorte". A garota, pensando ser um assalto (ou até mesmo coisa pior), foge, e acaba esbarrando em uma mulher com roupas estranhas, a qual Yukari chama de Shinigami ("deus da morte", em japonês), assim, a garota desmaia.
Quando acorda, ela descobre que está no ateliê de um grupo de formandos da Yazawa Gakuen, uma escola um tanto diferente, onde alunos e alunas do ginásio até a faculdade, podem se dedicar às matérias comuns e algum ramo da moda. O grupo é formado pelo estilista George, com talento e ego descomunais, e seus auxiliares, Arashi, o punk, Miwako, uma linda menina, e Isabella, uma mulher transgênero (que ela confunde primeiramente com um shinigami). Essas pessoas estavam procurando uma modelo para desfilar para eles no concurso que encerra o último ano letivo deles na universidade de moda, mas Yukari ainda assustada com a aparência estranha daquelas pessoas recusa o convite e vai embora, porém, ela deixa sua Identidade Estudantil cair.
George não desiste dela, Yukari fica curiosa a respeito dos planos do grupo, e acaba, depois de alguma resistência, embarcando na aventura e pagando um alto preço por isso, já que sua família fica toda contra essa ideia.

## Personagens principais
Yukari "Caroline" Hayasaka (早坂紫, Hayasaka Yukari)
Estudante do colegial. É uma menina muito esforçcada e dá muito valor aos estudos. Apesar de ser estudiosa, Yukari não sente muito prazer em estudar e nem sempre tira notas boas. Antes de conhecer George, nutria uma paixão por seu colega de classe, Hiroyuki Tokumori.
George Koizumi (小泉譲二, Koizumi Jōji)
O grande "chefão" do Parakiss. George (ou Joji) é um bom estudante, e às vezes, a coisa mais importante de sua vida parece ser a moda e o mundo fashion. Apesar de muitas vezes parecer frio ou egocêntrico, George possui um lado muito romântico e sensível. Ele é o "dono" do ateliê Paradise Kiss e confecciona roupas desde que era criança.
Miwako Sakurada (櫻田実和子, Sakurada Miwako)
Doce e gentil, Miwako é a irmã mais nova de Mikako, personagem de Gokinjo Monogatari. Miwako possui um jeito único de falar (ela raramente usa o pronome "eu") e adora roupas cor de rosa e acessórios infantis. É namorada de Arashi, porém, no passado, foi muito apaixonada por Hiroyuki Tokumori, e sempre que o vê, se sente muito triste e envergonhada. Firmou sua amizade com Yukari, sempre apoiando-a, e antes mesmo de conhecê-la direito, começou a chamá-la de Caroline. No começo, Hayasaka não gostou muito de ser chamada por um nome que não é seu, mas o apelido acabou ficando, e é difícil ver Miwako se referir à Yukari pelo nome verdadeiro.
Arashi Nagase (永瀬嵐, Nagase Arashi)
Apesar de aparentar ser rude e grosso, Arashi na verdade é um rapaz doce e sincero. Ele é o namorado de Miwako Sakurada, e no passado, discutiu com Hiroyuki pelo amor dela. Arashi faz parte do grupo Parakiss e possui uma banda. Preocupa-se muito com Yukari e com os seus sentimentos. Usa acesórios de couro e muitos piercings.
Isabella Yamamoto (山本イサベラ, Yamamoto Isabera)
Isabella é a figura materna do grupo. A estudante, além de esguia, é a epítome de alta classe e feminilidade. Na infância, Isabella foi a inspiração para o primeiro vestido feito por George, e costumava usar as peças que ele confeccionava. Isabella é madura e sempre aconselha Yukari, a quem carinhosamente chama de "Carol" (apelido para um outro apelido, Caroline). Isabella é a personagem que menos aparece em Paradise Kiss, mas na verdade é uma das personagens mais marcantes. Algo a observar, é que Isabella é uma mulher transgênero, e detesta quando alguém se refere a ela por seu nome de batismo, Daisuke.
Hiroyuki Tokumori (徳森浩行, Tokumori Hiroyuki)
Colega de classe de Yukari. Se preocupa muito com ela, e quando percebe que ela começou a faltar aulas, sai a sua procura. Desde a infância, era amigo de Miwako e Arashi, mas acabou se afastando deles. Contudo, ainda parece sentir algo por ela.